# Put Your Head on My Shoulder
Put Your Head on My Shoulders (с англ. — «Положи свою голову мне на плечи») — седьмой эпизод второго сезона мультсериала «Футурама». Североамериканская премьера этого эпизода состоялась 13 февраля 2000 года.

## Сюжет
Эми покупает себе новую машину и приглашает Фрая покататься по Меркурию. Не уследив за уровнем топлива, Фрай и Эми вынуждены ждать техпомощь. В течение этих нескольких часов у них завязываются романтические отношения. Но когда Эми признаётся Фраю, что хочет с ним встречаться, парень решает порвать с ней отношения, несмотря на приближение Дня святого Валентина.
Планы Фрая нарушает автокатастрофа, в которую попадают он, Эми и Зойдберг на пути к одной из лун Юпитера — Европе. Наличие врача оказывается очень кстати, и Зойдберг успевает спасти жизнь Фраю, пришив его голову к телу Эми. Несмотря на то, что теперь у них одно тело на двоих, Эми хочет провести день Святого Валентина с другим мужчиной.
Предпраздничным ажиотажем пользуется Бендер, организовавший своё агентство по поиску пары для свидания. Среди клиентов агентства — Фрай, Лила и Зепп Бранниган. Однако для всех основных героев свидание проходит без успеха. На следующий день Зойдберг возвращает голову Фрая на прежнее место, но с побочным эффектом. Это стоит немного ударить или пошлепать Фраю по шее, нога станет дергаться с задней стороны что и испытал на своей шкуре Бендер от которого его зад стал взрываться как и предсказал его механик когда Эми с Фраем ещё выбирали машину.